# Sotetsu série 20000
La série 20000 (20000系, 20000-kei) de Sotetsu est un type de rame automotrice exploité depuis 2018 par la compagnie Sagami Railway (Sotetsu) dans le grand Tokyo.

## Description
Les rames série 20000 sont composées de 10 voitures avec chacune 4 paires de portes. La version à 8 voitures est appelée série 21000.
L'espace voyageurs se compose de banquettes longitudinales avec des housses de siège de couleur grise. Chaque voiture comprend un espace pour les usagers en fauteuils roulants et les poussettes.
Les rames portent une livrée bleu foncé appelée YOKOHAMA NAVYBLUE, la nouvelle identité visuelle de la compagnie.

## Histoire
Les premières rames de la série 20000 sont entrées en service le 11 février 2018 et celles de la série 21000 le 6 septembre 2021. La série 20000 remporte un Laurel Prize en 2019.

## Services
Les rames effectuent les services interconnectés entre les réseaux Sotetsu et Tokyu.

## Galerie photos

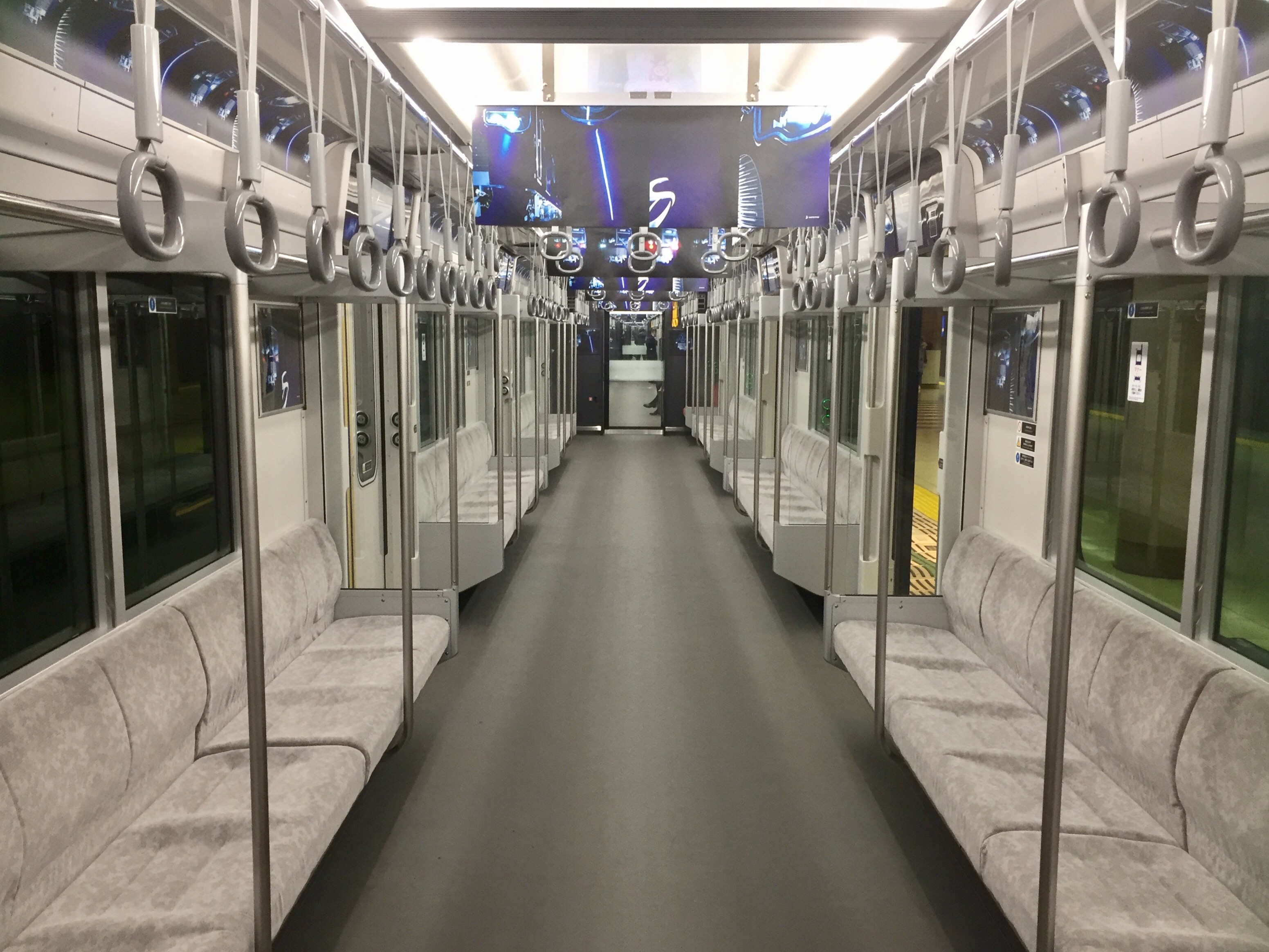
Intérieur de la rame.
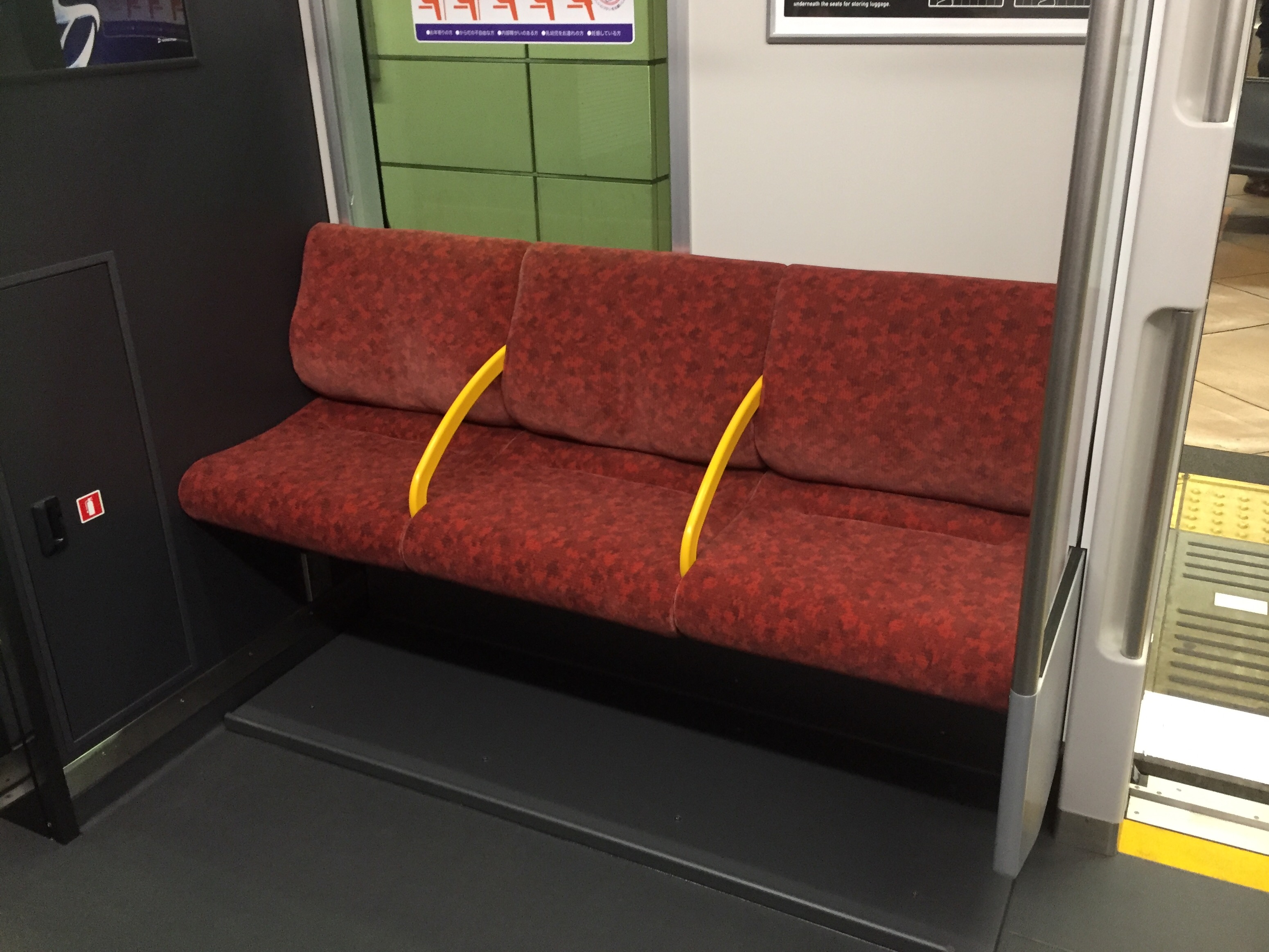
Sièges prioritaires.
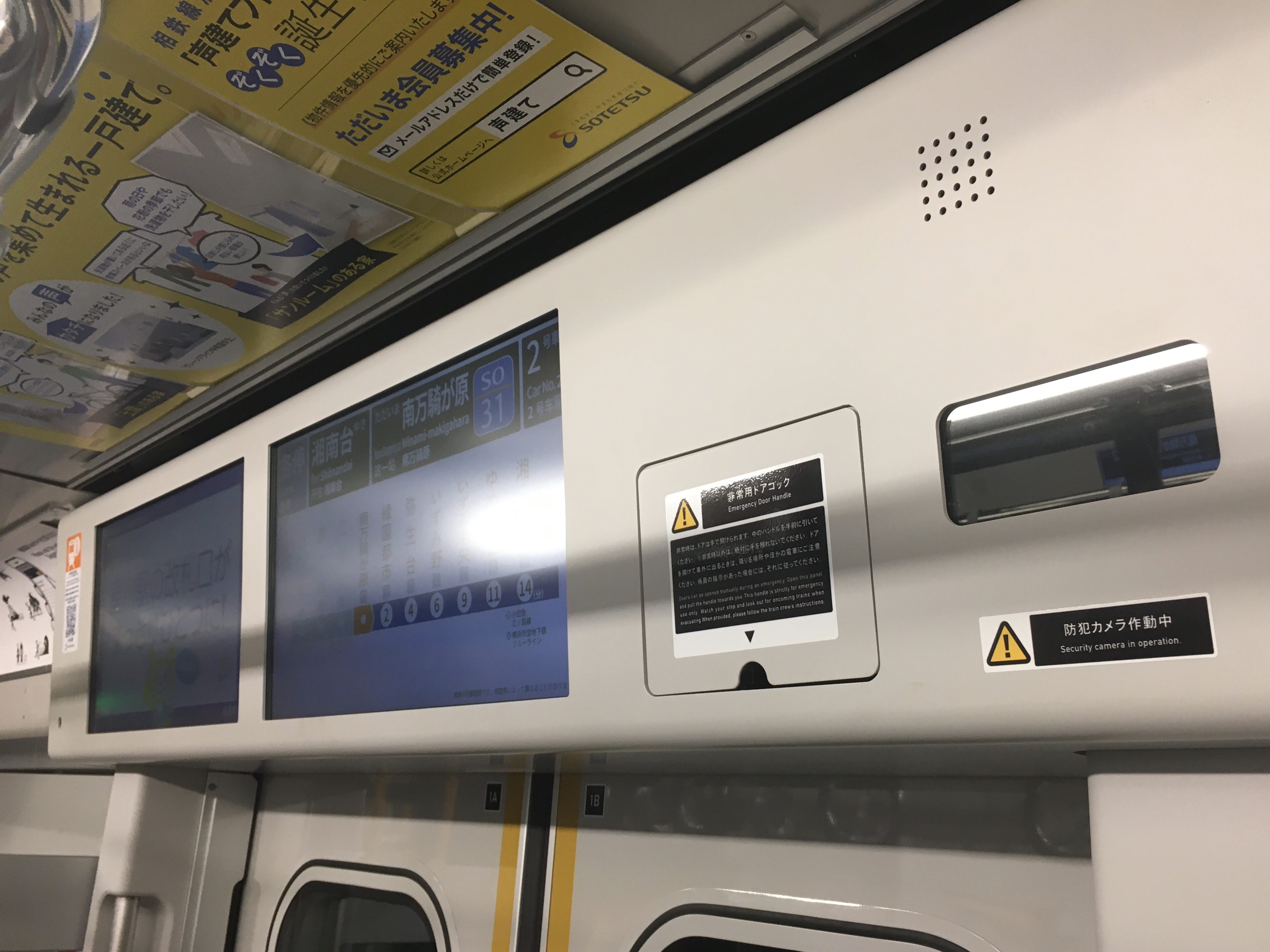
Ecrans d'information voyageurs.